# Иов
И́ов или Ио́в (ивр. אִיּוֹב‎, [Ийо́в], [Iyyov], [ʾIyyôḇ]) — главное лицо библейской книги Иова. Как праведник упоминается и в других библейских книгах: например, у Иезекииля (Иез. 14:14), в послании апостола Иакова (Иак. 5:11), а также в псевдоэпиграфе «Завещание Иова в Коране упоминается как Аюб (мир ему)».
Ибн Йашуш отождествлял его с Иовавом, вторым идумейским (едомским) царём (Быт. 36:33).

## Жизнеописание
Сведения об Иове происходят из одноимённой книги Ветхого Завета, согласно которой Иов жил в земле Уц (возможно, в северо-западной части Аравии). В славянской Библии существует дополнение (Быт. 36:31—35) к книге Иова, которое посвящено его генеалогии от Исава:

«О нем толкуется в Сирской книге, что жил он в земле Авситидийской на пределах Идумеи и Аравии: прежде же было имя ему Иова́в. Взяв жену аравитянку, родил сына, которому имя Енно́н. Происходил он от отца Заре́фа, сынов Иса́вовых сын, матери же Воссо́ры, так что был он пятым от Авраама. И сии цари, царствовавшие в Едоме, какою страною и он обладал: первый Вала́к, сын Вео́ра, и имя городу его Денна́ва; после же Валака Иова́в, называемый Иовом; после сего Ассо́м, игемон из Феманитской страны; после него Ада́д, сын Вара́да, поразивший Мадиама на поле Моава, — и имя городу его Гефе́м.»
— Иов. 42:17
Согласно Библии, Иов «был непорочен, справедлив и богобоязнен и удалялся от зла» (Иов. 1:1), а по своему богатству «был знаменитее всех сынов Востока» (Иов. 1:3). У него было семеро сыновей и три дочери, составлявшие счастливое семейство.
Но сатана перед лицом Бога стал утверждать, что Иов праведен и богобоязнен только благодаря своему земному благосостоянию и счастью, с потерей которого исчезнет и всё его благочестие. В ответ Бог позволил Сатане испытать Иова всеми бедствиями земной жизни, чтобы доказать, что он останется все равно непорочным.
Сатана лишил Иова всего богатства, всех слуг и всех детей, а когда и это не поколебало Иова, то сатана поразил его тело, с Божьего позволения, страшной проказой. Болезнь лишила его права пребывания в городе: он должен был удалиться за его пределы и там, скобля струпья на своём теле глиняным черепком, сидел в пепле и навозе. Все отвернулись от него.
Видя его страдания, его жена говорила ему: «Ты всё ещё твёрд в непорочности твоей! Похули Бога и умри!» Но Иов сказал ей: «Ты говоришь как одна из безумных: неужели доброе мы будем принимать от Бога, а злого не будем принимать?» (Иов. 2:10). О несчастии Иова услышали друзья его Елифаз, Вилдад и Софар, которые были поражены его страданиями, и семь дней при нём они молча оплакивали его страдания. После того Иов проклял день своего рождения и стал вопрошать, зачем дана жизнь страдающим. Наконец друзья стали утешать его, уверяя, что Бог справедлив, и если он страдает теперь, то скорее всего страдает за какие-нибудь согрешения свои, в которых должен покаяться. Это заявление исходило из общего ветхозаветного представления, что всякое страдание есть возмездие за какую-нибудь неправду. Утешавшие его, друзья старались найти у Иова какие-либо прегрешения, которые оправдали бы его несчастную судьбу, как целесообразную и осмысленную. Иов возражал им, требуя указать на его грехи и пороки (Иов. 13:23), и упрекал друзей, что они терзают его своими речами.
Далее в разговор вступил молодой Елиу́й, разгневанный мнением друзей, что Иов наказан за прегрешения, а также оправданием Иова, что Господь ошибся в своих карах, наказав безвинного (Иов. 32-37).
В последних главах книги сам «Господь из бури» (Иов. 38-42) отвечает Иову, а также порицает за неправедность друзей Иова.
После этого Господь за терпение вдвое наградил Иова: вскоре тот исцелился от своей болезни и разбогател вдвое больше, чем прежде. У него опять родилось семеро сыновей и три дочери. Он прожил после этого в счастье 140 лет и умер в глубокой старости, став примером терпения.
- Иконография
- Иов
Миниатюра из Киевской Псалтири
- Иов на гноище
Фреска Благовещенского собора, середина XVI века
- Иов
Северорусская икона XVII века
- Иов и его жена
Жорж де Латур, XVII век
- Иов с дочерьми
Уильям Блейк
(см. др. иллюстрации)

## Иов в западной и русской философии
Сёрен Кьеркегор видел в речах Иова больше мудрости, чем во всех трудах Гегеля. Он противопоставлял интуитивное постижение божественной воли Иовом рациональным построениям Сократа и других философов, верящих в силу разума. Под углом иррационализма трактуют фигуру Иова и некоторые другие современные философы, например, Лев Шестов.
По словам Николая Бердяева, история Иова опровергает распространённое у древних евреев представление о том, что за добродетельную жизнь человеку должно быть воздано при жизни, а несчастья — свидетельство Божьего гнева и признак отклонения страждущего от праведного пути. Эти расхожие воззрения воплощают утешители Иова. Как пишет Бердяев,

Людям очень трудно принять целесообразность всего происходящего в мире и, значит, трудно понять безвинное страдание. Многим кажется, что если есть безвинное страдание, то, значит, нет Бога, нет промысла Божьего.

Петербургский философ Татьяна Шоломова указывала на ещё одну морально-философскую проблему, связанную с историей Иова: это судьба его детей, определённая Богом не по их собственным деяниям, а исключительно как атрибут судьбы их отца.

## Иов в исламской традиции
В Коране, священной книге мусульман, Иов фигурирует как пророк Айюб (араб. أيّوب‎ [Ayyūb], дословно — «удручённый, гонимый»). Некоторые толкователи Корана считали Айюба прародителем древних римлян. В исламском мире существует много мест, которые в то или иное время выдавались за гробницы Иова: город Дайр-Аййуб в Сирии и одноимённая деревня неподалёку от Рамлы, бывшая Эдесса в Турции, Салала в Омане, мавзолей Чашма-Аюб в Бухаре и т. д. Подробнее см. список гробниц Иова (Айюба). Он был праведным рабом Аллаха и Его пророком являясь образцом терпения и стойкости.